# Deusa das serpentes

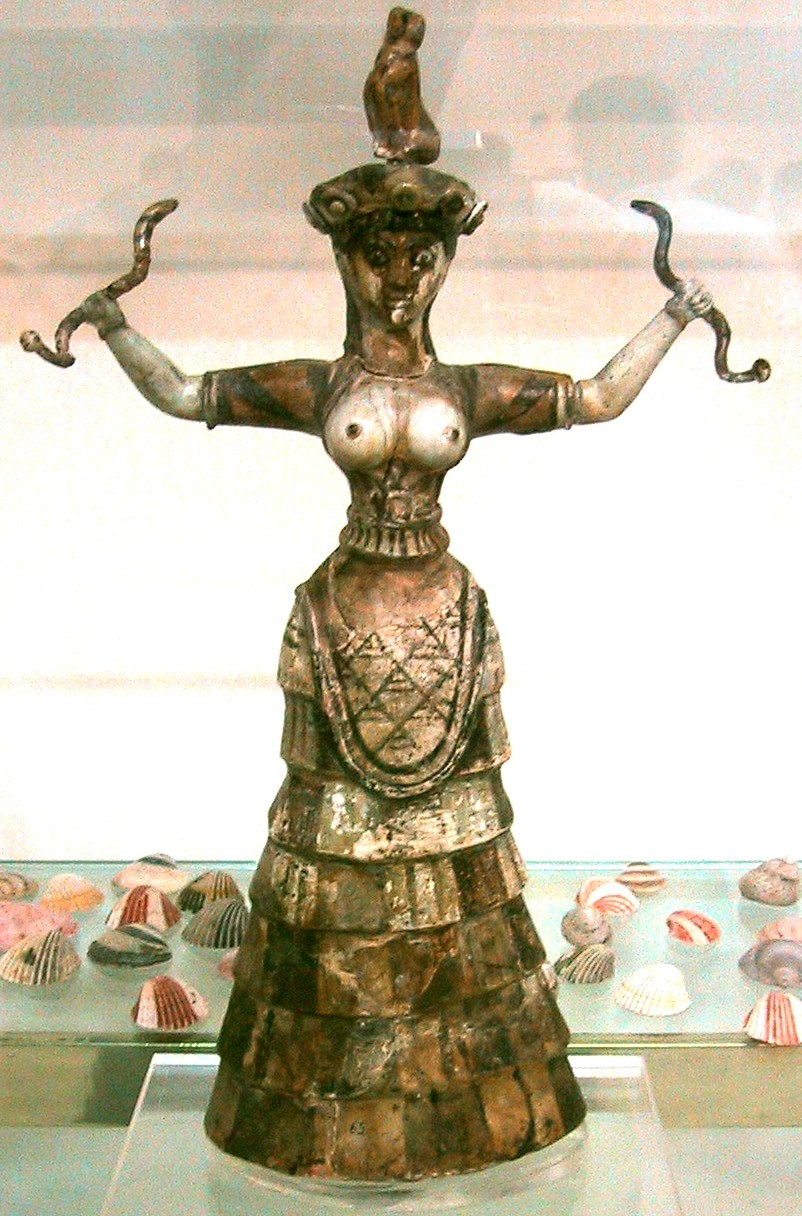
Estatueta minoica da Deusa das Serpentes. Museu de Heraclião, Creta.

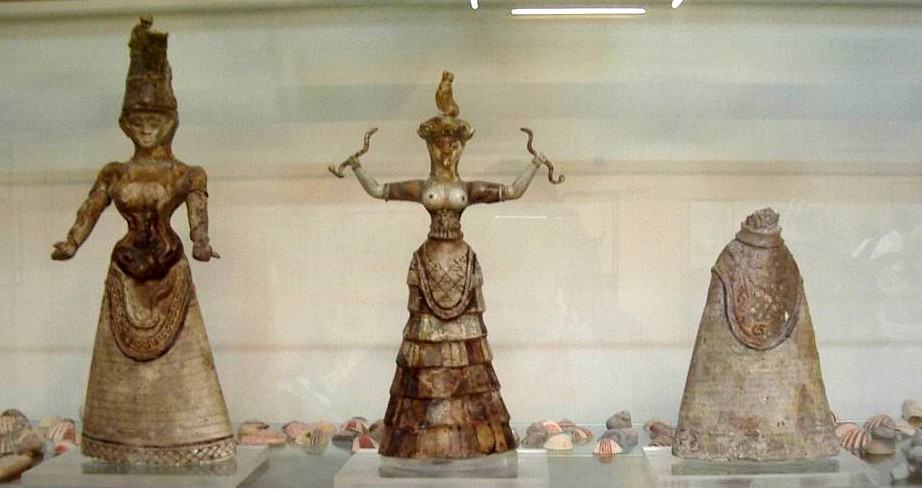
À esquerda: a estatueta antigamente denominada Deusa das Serpentes. Ao centro: a estatueta antigamente denominada Adoradora sem Cabeça. Museu Arqueológico de Heraclião, Creta.

Deusa das Serpentes é a denominação de várias estatuetas de faiança encontradas em Cnossos (Ilha de Creta, Grécia). A mais famosa delas mede 29,5 centímetros de altura e representa uma suposta deusa da Civilização Minoica, mas se observa que a estatueta pode na verdade estar representando uma sacerdotista. As estatuetas datam de aproximadamente 1 600 anos a.C. Elas foram encontradas por uma equipe de arqueólogos liderada por Arthur Evans em 1903, em um quarto na ala oeste do Palácio de Cnossos, chamado Tesouraria Sagrada; atualmente, as estatuetas estão no Museu Arqueológico de Heraclião (Creta, Grécia).
A estatueta mais conhecida é uma figura feminina que utiliza um longo vestido, possui cintura estreita e os seios descobertos. Em ambas as mãos segura duas cobras, e possui um felino em cima de sua cabeça.
Inicialmente, esta estatueta era chamada de Adoradora sem Cabeça, e é menor do que a outra estatueta, também de faiança, a qual chamavam Deusa das Serpentes. A estatueta anteriormente denominada Adoradora sem Cabeça foi chamada assim porque havia sido encontrada sem a cabeça e sem o braço esquerdo, e foi reconstituída pela equipe de Evans, baseando-se na estátua maior. A estátua maior possui três cobras enroladas em seus braços e em sua cintura. 